# Protogermànic
El protogermànic (o germànic comú) és l'ancestre comú hipotètic de totes les llengües germàniques, que inclouen, entre d'altres, l'anglès modern, el neerlandès i l'alemany. No està directament confirmada per cap text, però ha estat reconstruïda per mitjà de mètodes comparatius. Només s'han trobat unes inscripcions rúniques a Escandinàvia, datades de l'any 200 aC, que es pensa que representen una etapa del protonòrdic immediatament posterior al protogermànic.